# Heerlijkheid Neder-Slingelandt

Wapen van Nederslingeland

De ambachtsheerlijkheid Neder-Slingelandt was een lage heerlijkheid die in de twaalfde eeuw ontstond na de ontginning van het westelijke gedeelte van de polder 'Slingerlandt' gelegen in het veenweidegebied van de Alblasserwaard.

## Geschiedenis
Slingelandt was een heerlijkheid en polder die in de twaalfde eeuw na ontginning gesplitst werd in twee afzonderlijke heerlijkheden, de ambachtsheerlijkheid Neder-Slingelandt en de hoge heerlijkheid Over-Slingelandt. Neder-Slingelandt was eerder ontgonnen dan Over-Slingelandt dat in 1260 ontgonnen is. De heren van Arkel waren beleend met de heerlijkheid Slingelandt.
Aan de heerlijkheid was de visserij in de Giessen verbonden.
In 1705 werd mr. Barthout des H.R. Rijksbaron van Slingelandt (1654-1711), heer van Slingelandt en heer in Dubbeldam, onder andere Dordts regent en burgemeester, beleend met de ambachtsheerlijkheid Neder-Slingelandt en een stukje van de hoge heerlijkheid Over-Slingelandt. Het was toen een leengoed van de Staten van Holland en was eerder in leen uitgegeven geweest aan Barthouts nicht Isabella Jacoba van Pompe. Het bleef in het geslacht tot 1878 toen mr. Jacob baron van Slingelandt (1822-1878), heer van Slingelandt en Goidschalxoord, overleed. Een zus van die laatste, Catharina Daniëla barones van Slingelandt (1819-1858), trouwde in 1843 met minister jhr. mr. Jacob George Hieronymus van Tets (1812-1885), waarna de heerlijkheid overging op de familie Van Tets, in welke familie het tot nu toe is gebleven.

## Heren van (Neder-)Slingelandt
Mr. Barthout des H.R. Rijksbaron van Slingelandt (1654-1711), vrijheer van Slingelandt (sinds 1705 door koop), Dordtse regent en burgemeester
- Mr. Hendrik des H.R. Rijksbaron van Slingelandt (1702-1759), vrijheer van Slingelandt, schepen en burgemeester van 's-Gravenhage
  - Mr. Barthout des H.R. Rijksbaron van Slingelandt (1731-1798), vrijheer van Slingelandt, Dordtse regent en burgemeester
    - Mr. Hendrik baron van Slingelandt (1788-1868), heer van Neder-Slingelandt, rechter en hofdienaar
      - Catharina Daniëla barones van Slingelandt (1819-1858); trouwde in 1843 met jhr. mr. Jacob George Hieronymus van Tets (1812-1885), heer van Oud- en Nieuw-Goudriaan, minister van Binnenlandse Zaken in het kabinet-Rochussen
        - jhr. mr. Hendrik Barthout van Tets (1846-1884), heer van Goidschalxoord, lid gemeenteraad en wethouder van Zutphen
          - jhr. Gerard Frederik van Tets (1875-1968), heer van Goidschalxoord en Neder-Slingelandt, lid gemeenteraad en wethouder van Zeist
            - jhr. mr. Govert Ocker Joris van Tets (1924), heer van Neder-Slingelandt (-1989), onder andere lid van de Eerste Kamer der Staten-Generaal
              - jhr. Jeroen Jan Joris van Tets, heer van Neder-Slingelandt (1989-)

        - jhr. mr. Govert Jacob van Tets (1853-1903), heer van Neder-Slingelandt

      - mr. Jacob baron van Slinglandt, heer van Neder-Slingelandt (1822-1878)